# 在アフガニスタン・イスラム共和国邦人等の輸送

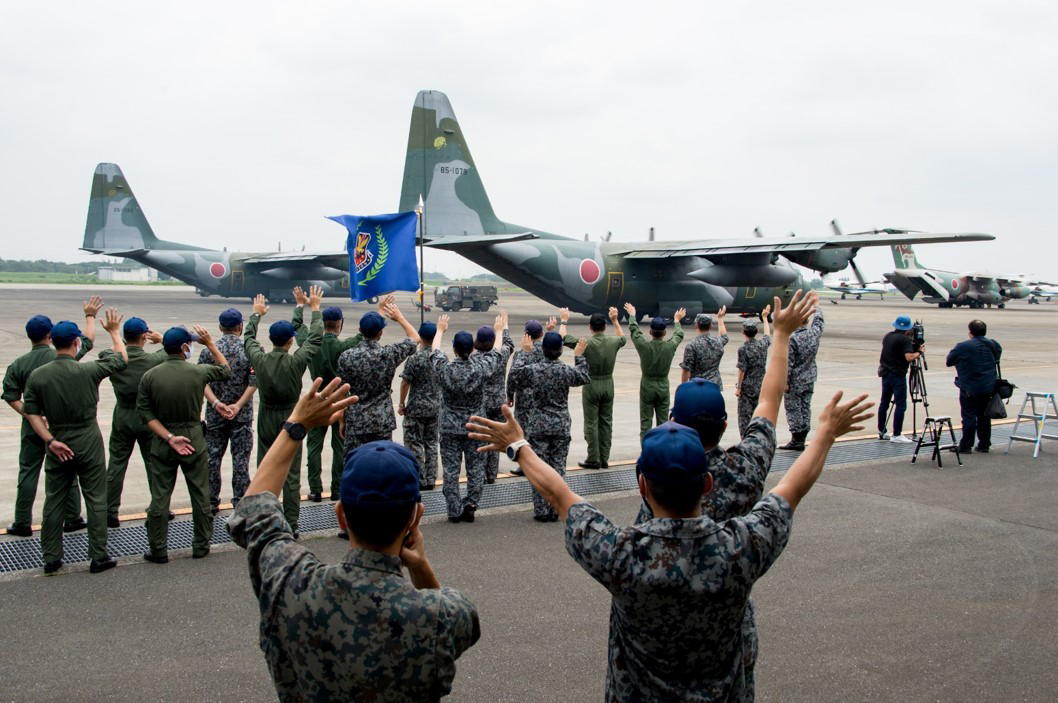
在アフガニスタン・イスラム共和国邦人等の輸送のため出発するC-130輸送機を見送る自衛隊員

在アフガニスタン・イスラム共和国邦人等の輸送（ざいあふがにすたん・いすらむきょうわこくほうじんとうのゆそう）は、2021年8月23日に行われた国家安全保障会議（NSC）における協議を経て、岸信夫防衛大臣から実施が命令された中東地域への自衛隊海外派遣。この派遣の根拠法は、自衛隊法第84条の4に規定する「在外邦人等の輸送」である。

## 概要
2021年8月15日、イスラム主義勢力ターリバーンがアフガニスタンの首都カーブルを占領し、同国の政権を掌握。
2021年8月23日午前、菅義偉内閣総理大臣は国家安全保障会議（NSC）を開き、国際機関で働く日本人や在アフガニスタン日本国大使館の現地スタッフらを国外に退避させるため、自衛隊を派遣することを決めた。
これを受け、外務大臣臨時代理から岸信夫防衛大臣に対し、同国に滞在する邦人等の輸送について依頼がなされた。
同日、自衛隊法第84条の4に規定する「在外邦人等の輸送」に基づいて、岸信夫防衛大臣は航空自衛隊の輸送機や陸上自衛隊の中央即応連隊などからなる統合任務部隊の派遣命令を出した。
命令の概要は以下の通り。 
- 現地における情報収集・関係機関等との調整のため、アフガニスタン・イスラム共和国に現地調整所を設置
- 航空支援集団司令官を指揮官とする在アフガニスタン・イスラム共和国邦人等輸送統合任務部隊を編成
- 現地には、中央即応連隊長を指揮官とする、空輸隊、誘導輸送隊等からなる在アフガニスタン・イスラム共和国邦人等輸送派遣統合任務部隊を編成し、邦人等の輸送及び輸送支援を実施

これとあわせ、防衛省は「本命令を受け、早ければ本日夕刻、航空自衛隊の輸送機をはじめとする自衛隊部隊を現地に向け出発させる予定です。」と発表した。
派遣根拠は「在外邦人等の輸送」であるため、自衛隊は【輸送】及び【自分自身や自分の管理の下に入った人の生命や身体を防護するため、事態に応じて必要と判断される限度において武器を使用すること（自己保存型武器使用、現場で輸送対象者に危害が加えられそうになった場合に武器を使用すること）】、【輸送機や車両を防護するための「武器等防護のための武器の使用」（自衛隊法第95条）】を行うことができるが、これを実施する際は、【現地の治安状態が輸送を実施する航空機や車両の運行を安全に行うことができる状況にある】ことが前提とされているため、米軍が掌握し保安しているカブール国際空港内においては活動できるが、空港外における活動は不可能である。このため、邦人等は自力で空港までたどり着く必要がある。
（今回の空港外のような、危険度の高い地域に展開して邦人等を保護・防護・輸送するには「在外邦人等の保護措置（自衛隊法第84条の3）」として実施命令が下されなければならないが、これを実施する際には【領域国の同意】が前提条件とされるため、実質無政府状態のアフガニスタンに対しては適用できない。）
2021年8月25日から26日にかけて部隊が現地入りし、25日から27日にかけて、邦人1名、アフガニスタン人14人等を輸送した。
2021年8月31日、外務大臣から防衛大臣に対し、邦人等の輸送に係る措置の終結について依頼がなされた。これを受けて、防衛大臣から邦人等の輸送の終結が命じられた。加えて、自衛隊部隊等は速やかに本邦へ帰国する予定と発表された。
派遣期間を通じた合計派遣兵力は、C-130輸送機2機、C-2輸送機1機、B-777特別輸送機（政府専用機）1機、自衛隊員約260名。合計輸送実績は日本人1名、アメリカからの要請を受けた14名のアフガニスタン人合わせて15名であった。しかし、退避の対象と想定していた日本大使館や国際機関で働くアフガニスタン人職員等は1人も退避させることができなかった。
一方で欧米各国や韓国はターリバーンの政権掌握後、速やかに行動を起こし、多くのアフガニスタン人協力者の退避に成功した。対して日本は、派遣命令後の自衛隊の動きは早かったものの、政府の初動の遅さが影響し、アフガニスタン人職員等の輸送実現の明暗をタッチの差で分ける結果となった。もっとも、輸送実現間際に起きた、カーブル国際空港自爆テロ事件発生前に対象者が空港入りできていても、現行法では、外国人のみの輸送を想定しておらず、輸送するとなると、超法規的な措置が必要であった。この反省をもとに、大使館や独立行政法人で働く外国人などのみでの輸送もできるよう法改正が行われた。

## 経過

### 2021年8月15日
日本大使館閉鎖。岡田隆大使は不在だったと報じられたが、外務省は「危機管理上、大使の所在も含めて個別の案件には答えられない」として明らかにしていない。

### 2021年8月17日
この日までに、大使館員、JICA職員など、邦人退避希望者全員の退避が完了するも、数名の残留希望者がアフガニスタンに残留。

### 2021年8月23日
岸信夫防衛大臣より派遣命令。
この命令を受け、防衛省・自衛隊は行動を開始。第一陣として航空自衛隊第403飛行隊所属のC-2輸送機1機（08-1212）が、入間基地で資機材及び隊員等を乗せたのち、18時25分ごろに同基地を離陸。同機はその後、中継地点の美保基地に着陸。第403飛行隊所属の別のC-2輸送機1機（78-1205）に資機材及び隊員等を乗せ換えた。

### 2021年8月24日
未明、乗せ替えを受けたC-2輸送機1機（78-1205）が同基地を離陸。同機は、日本時間の同日夜にパキスタンのイスラマバードに着陸した。同地を中継拠点とし週内にも邦人輸送を始めるとみられた。
第二陣として航空自衛隊第401飛行隊所属のC-130輸送機2機（85-1079、05-1085）が入間基地で資機材及び隊員等を乗せたのち、13時25分ごろに同基地を離陸。那覇基地などを経由し、2日ほどかけて現地に到着予定、C-2輸送機が、中継拠点まで資機材・隊員等を輸送し、C-130輸送機が中継拠点とカーブル国際空港とを行き来して邦人等を退避させる計画であると報道された。
防衛省が「人員・携行品・水・糧食等を追送する必要が生じたため、B-777特別輸送機（政府専用機）1機を追加派遣する。早ければ25日中にも、現地に向け出発させる予定である。」旨を発表。

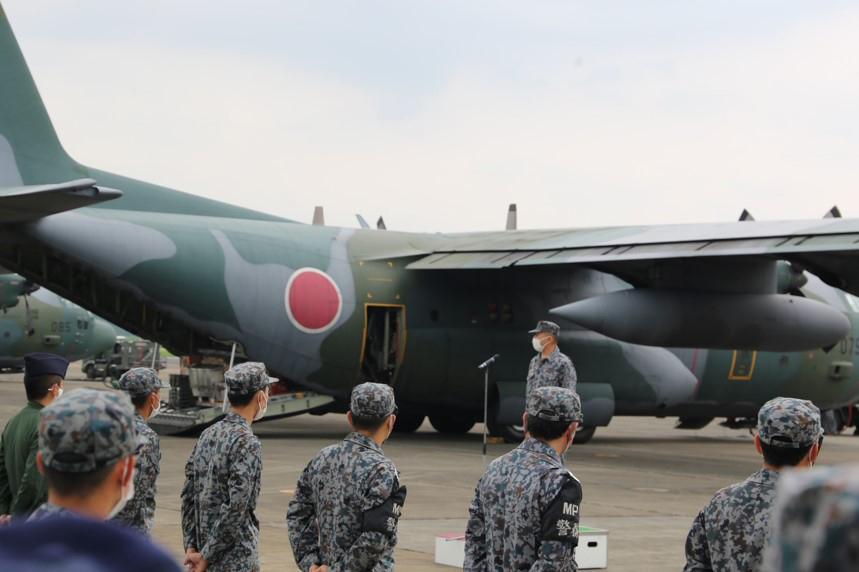
派遣される隊員に対して訓示を行う統合任務部隊指揮官
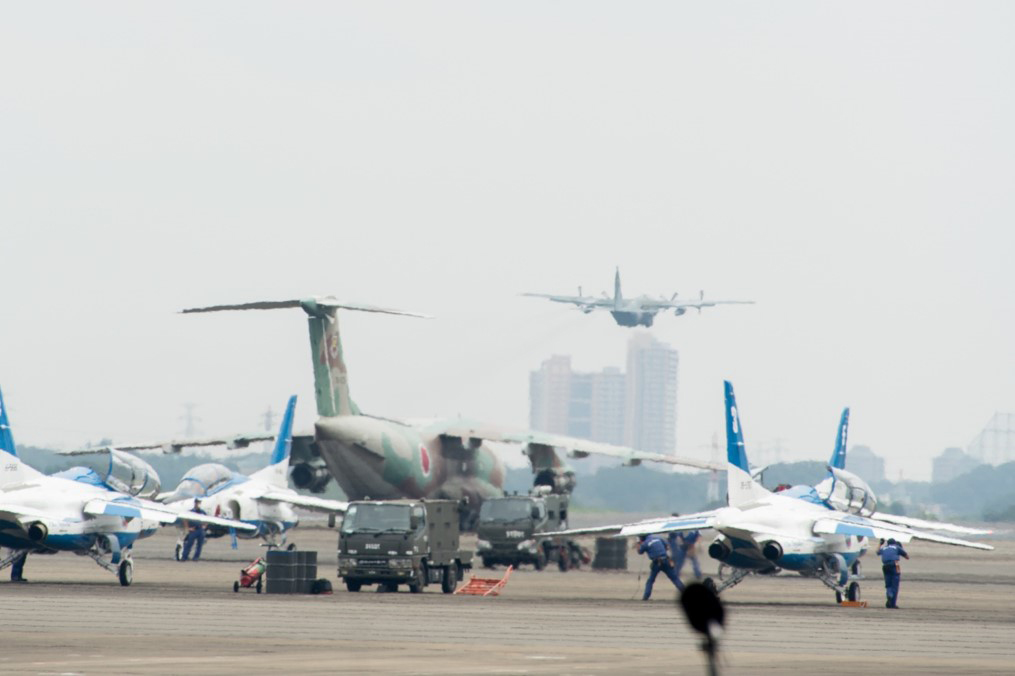
アフガニスタンに向け出発する航空自衛隊C-130輸送機

### 2021年8月25日
C-2輸送機がカーブル国際空港入りし、誘導などを行う自衛隊員や物資を運び込んだが、輸送対象の邦人等が空港に到着していなかったため、同日中にイスラマバードへ戻った。
国際協力機構（JICA）のアフガニスタン人職員らの元に日本政府側から出国準備の連絡が行われた。
B-777特別輸送機は小牧基地にて派遣の準備を行っていたが、「運航に必要な準備が整うまで待機する」として、同基地を離陸し千歳基地へ移動した。

### 2021年8月26日
C-130輸送機2機がイスラマバード入りした。
カブール国際空港の「アビーゲート」と呼ばれる通用門にて、米軍が国外脱出を希望するアフガニスタン人らに対し、武器や爆弾などを所持していないか検問を行っていたところ、自爆テロが発生。自爆後には、複数のISIL-K戦闘員が市民や米軍兵士に向けて発砲する事態となり、米軍兵士13人が死亡し、18人が負傷。アフガニスタン保健省の発表では少なくとも市民ら60人が死亡し、140人が負傷した。このほかに、空港近くのバロンホテル付近でも自爆テロがあり、アフガニスタン人の死傷者が出た。
7時頃、日本政府側から国際協力機構（JICA）のアフガニスタン人職員らに対し「集合場所に集まるように」との指示があり、職員らは首都カーブル中心部の集合場所に向かった。しかし、バスの出発直後、カーブル国際空港で先述の自爆テロがあり、引き返した。
米国の要請に基づき、旧政権の政府関係者らアフガニスタン人14人を輸送。
昼過ぎ、B-777特別輸送機が千歳基地から小牧基地に移動、資機材を積み込んだあと、待機していた自衛隊員が乗り込み、16時半過ぎ、小牧基地からイスラマバードに向けて出発した。同機は資機材や自衛隊員を送り届けた後、引き返す予定。

### 2021年8月27日
20時50分ごろと、21時30分ごろ、輸送対象の邦人1名と、現地入りしていた自衛隊員等を乗せたC-130輸送機が相次いでカーブル国際空港を離陸。同日22時前には中継拠点のイスラマバードに到着した。これにより、邦人に関しては、希望者全員の退避が完了したが、多数の退避を希望する現地職員が取り残されることとなった。月末を待たずしてカーブルから自衛隊員等が撤退することとなったが、これは政府が自衛隊の活動期間を事実上27日までとしていたため。

### 2021年8月31日
外務大臣から防衛大臣に対し、邦人等の輸送に係る措置の終結について依頼がなされた。これを受けて、防衛大臣から邦人等の輸送の終結が命じられた。加えて、防衛省から「自衛隊部隊等は速やかに本邦へ帰国する予定」と発表された。

### 2021年9月3日
派遣部隊が帰国。C-2輸送機1機が9時30分ごろ入間基地に、C-130輸送機2機が21時過ぎに那覇基地に着陸した。帰国した隊員たちは、自衛隊の基地などでPCR検査を受けるほか、2週間にわたって宿泊施設に滞在する「停留」の措置がとられる。

## その後
- アフガニスタンに残留した日本人や大使館などの現地職員の出国は、2021年9月以降、空路や陸路により行われた。同年10月までに救出対象となっていた約500人のうち6割程度が[25]、2022年2月までにはほぼ全てが日本国内に入国し、政府が用意した施設で待機している。彼らの多くはアフガニスタンに帰国して元の職場に復帰することを希望している[26]がターリバーン政権は強固となり、その目途は立たない。そのため、政府は大使館やJICAの現地職員らについて難民認定を行った[27]。
- 2022年4月13日、日本大使館の現地職員ら外国人だけでも自衛隊機で輸送できるようにする改正自衛隊法が参議院本会議で自民、公明両党などの賛成多数で可決、成立した。現行の同法84条の4の「在外邦人等の輸送」では、外国で災害や騒乱などの緊急事態が起きた場合の自衛隊機による輸送対象は日本人とされ、外国人については「同乗させることができる」と規定されていた。派遣要件について、「輸送を安全に実施することができると認めるとき」という現行規定から、「危険を避けるための方策を講ずることができると認めるとき」に変更し、派遣判断を早められるようにした[28]。また活動実績等を踏まえ、輸送に使う機材については原則として政府専用機を使う規定も廃止した[7][29]。